# Longipalpus palazyanus
Longipalpus palazyanus là một loài bọ cánh cứng trong họ Cerambycidae.